# Цистерна Філоксена
Цистерна Філоксе́на (грец. Κινστέρνα Φιλοξένου) або Бінбірдире́к (з тур. Binbirdirek — 1001 колона) — стародавнє підземне водосховище Константинополя, друге за величиною після Цистерни Базиліки. Розташована в історичному центрі Стамбула в районі Султанахмет між древніми форумом Костянтина і іподромом. Вхід розташований за адресою İmran Öktem Sokak 4. Нині цистерна відреставрована та відкрита для відвідування туристів.

## Історія
Цистерна Філоксена — одна з найстаріших в місті вона була побудована в V столітті під міським палацом (часто стверджується, що це був палац Антіоха). Відповідальним за будівництво був якийсь сенатор Філоксен, який, можливо, почав його ще за часів імператора Костянтина I (IV століття).

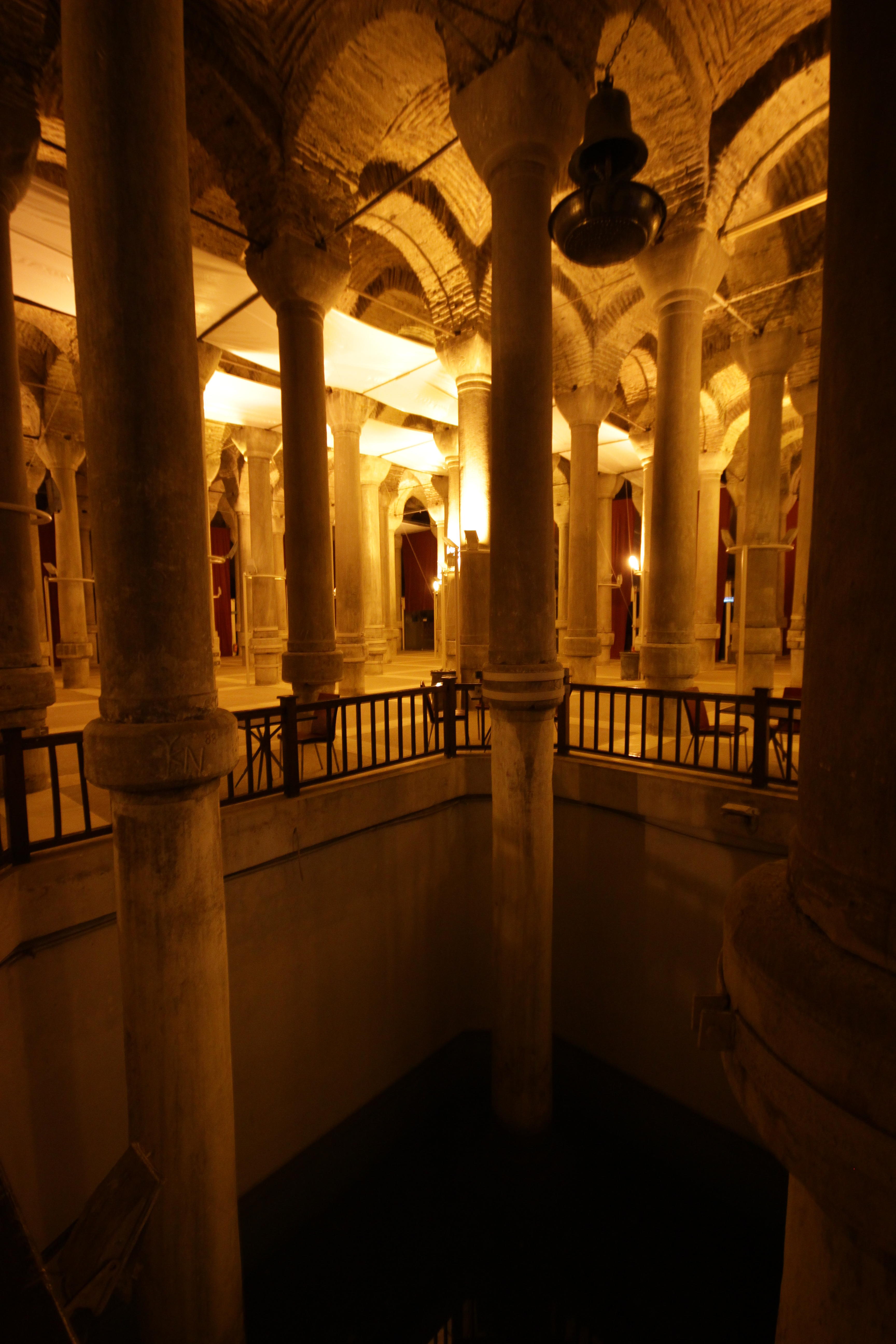
Басейн посеред цистерни. Чудово видно справжню висоту колон. На колоні ліворуч — древній напис грецькою.

Цистерна була відновлена імператором Юстиніан I в 528 році після того, як в 475 році повністю згорів палац, який знаходився нагорі. До середини XII століття водосховище постачав акведук Валента (головний в місті), а потім — накопичувальна цистерна Пери та атмосферні опади. Після завоювання османами Константинополя в 1453 році водосховище прийшло в запустіння.
Воно було знову виявлено лише в XVII столітті при будівництві будинку Фазлі-паші. До цього періоду відноситься легенда про жінку на ім'я Джевахірлі Ханим Султан, яка нібито заманювала до себе в будинок чоловіків, вбивала їх і скидала їх тіла в цистерну. Марк Твен у своїх подорожніх нотатках від 1860 року сповіщає, що в цистерні Бінбірдирек розмістилися майстерні по роботі з шовком.
Мабуть, надалі резервуар був знову покинутий. Поступово в його склепіннях утворилися дірки, куди люди почали скидати сміття. Дірки все розширювалися, і в підсумку при розчищенні водосховища в 2002 році звідти вивезли понад 7 тисяч вантажівок зі сміттям. Сьогодні цистерна відреставрована і перетворена в музей; її приміщення часто використовується для проведення виставок, концертів, бенкетів, весіль та інших урочистостей.
Деякі дослідники вважають, що ототожнення цистерни Бінбірдирек із цистерною Філоксена є помилковим.

## Опис
Резервуар має площу 3640 м² (64 × 56,4 м), його ємність становить 40,000 м³. Він являє собою гіпостильна залу, цегляні склепіння якої спираються на 224 мармурові колони. Вони збудовані в 16 рядів по 14 штук, висота коливається в межах 14-15 метрів. Матеріал для колон добувався на сусідньому острові Мармара. Посередині кожна з них оперезана мармуровим кільцем. Більшість колон разом з капітелями помічені надписами з декількох літер грецькою мовою (ймовірно, це підписи бригадирів артілей, які виготовили колони); за іншими даними, це масонські знаки.
Спочатку цистерна мала три яруси, що з'єднуються сходами. Нижній, мабуть, призначався для виведення мулу і зайвої води. Зараз він недоступний.
В ході реставрації цистерну не стали розчищати до дна, тому нижня частина кожної колони ховається в купах історичного сміття. Однак виритий посередині басейн дає можливість оцінити справжній розмір колон.
Із турецького слово «Бінбірдтрек» перекладається як «1001 колона», хоча насправді в цистерні їх всього 224.